# Plaggenhut

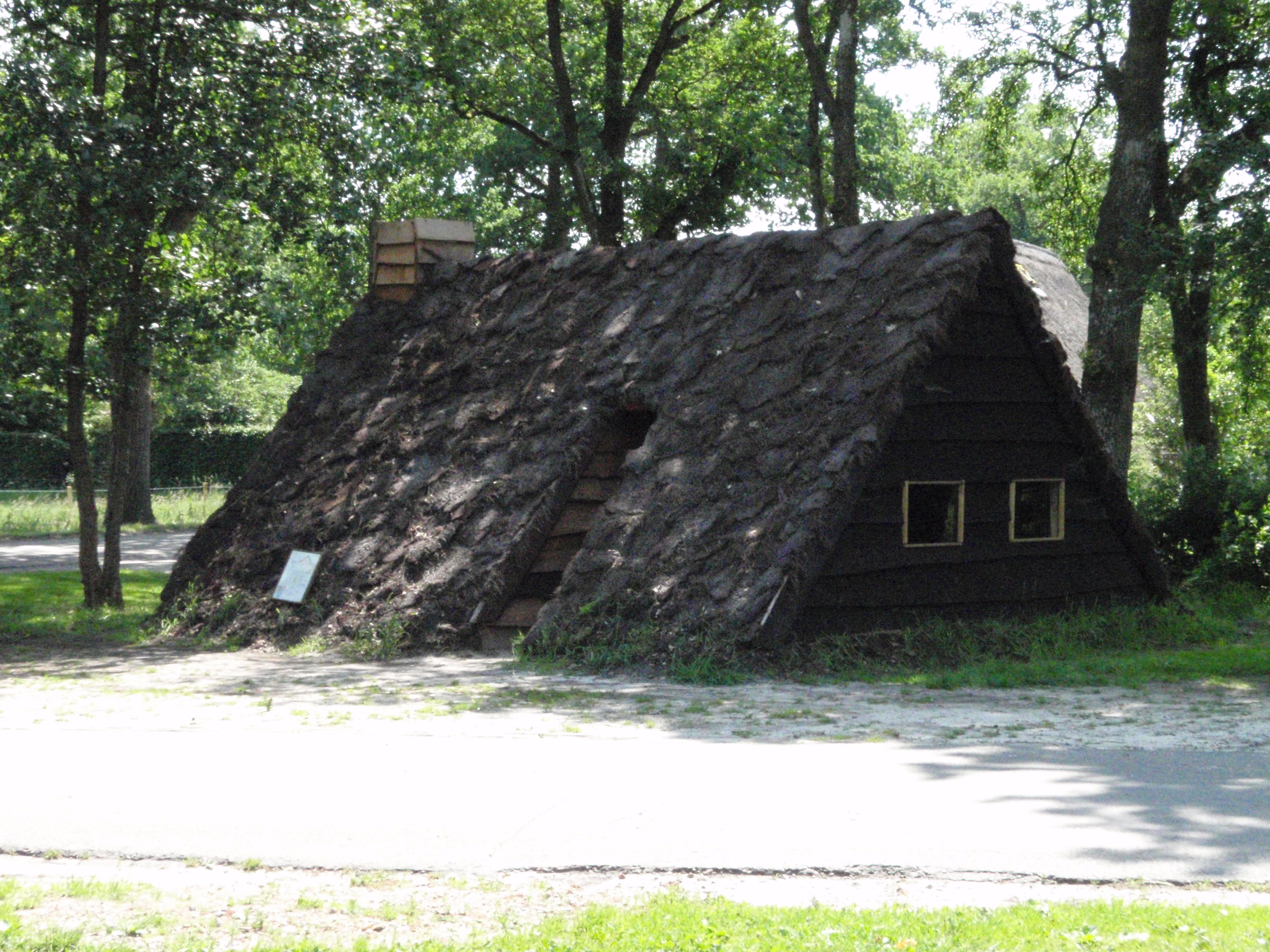
Reconstructie van een plaggenhut in Echten

Model van een plaggenhut-Nationale Tentoonstelling van Vrouwenarbeid 1898

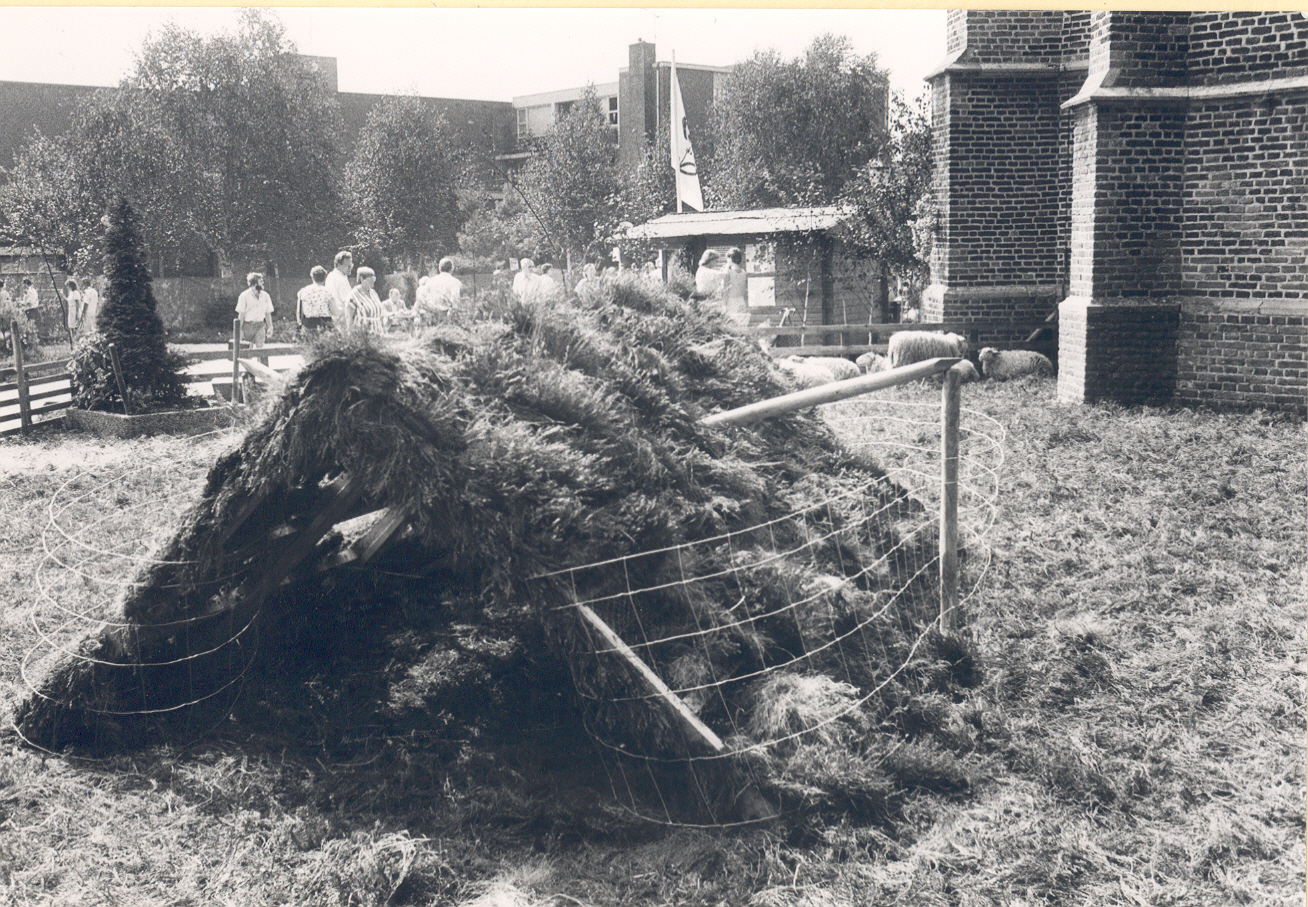
Tijdelijke plaggenhut voor schapen te Ede, 1985

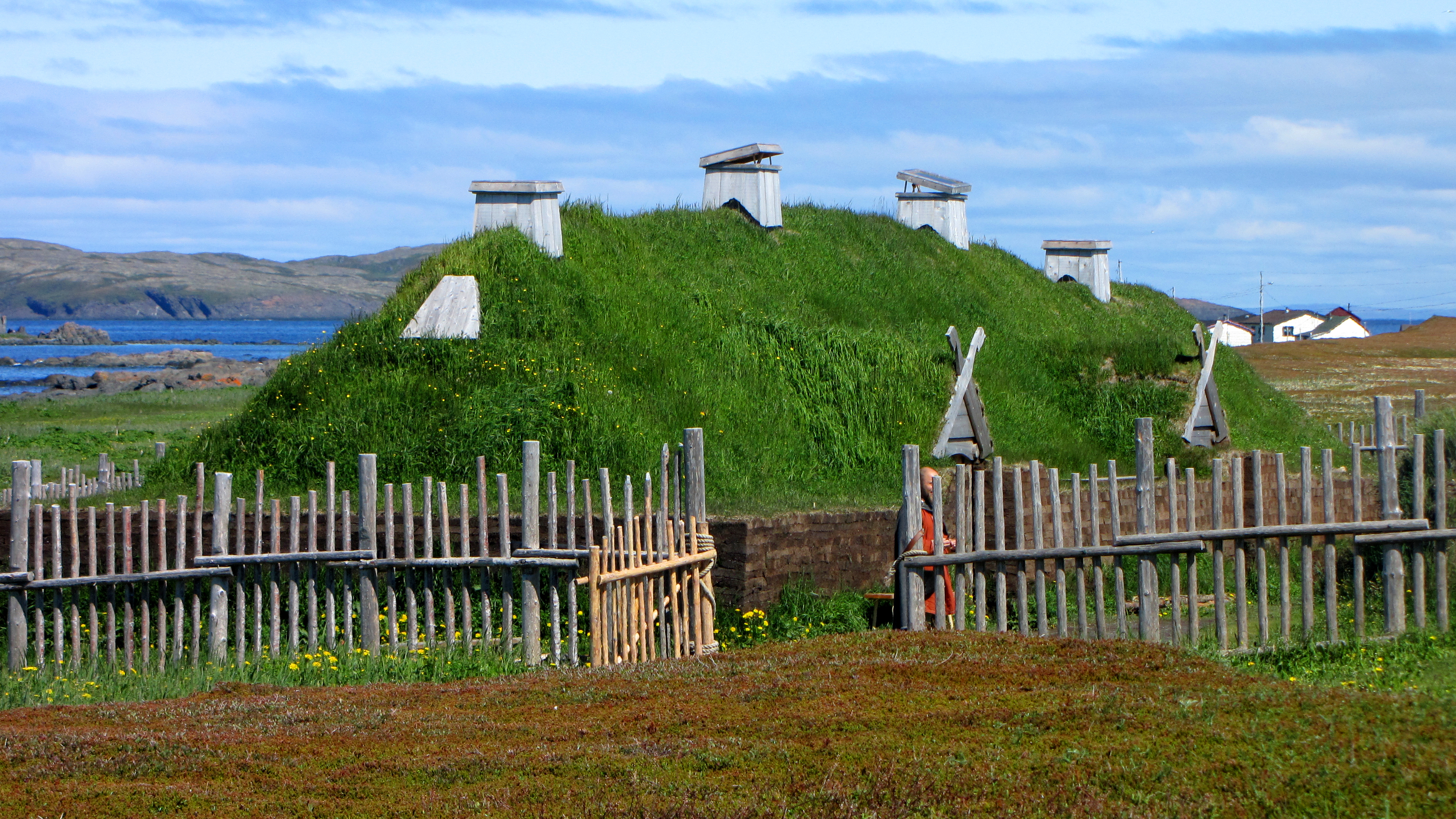
Reconstructie van een Noords zodenhuis in L'Anse aux Meadows, Newfoundland

Een plaggenhut, zodenhuis of spitkeet is een eenvoudige met plaggen of graszoden bedekte woning of hut.
Dit type van eenvoudige woning kwam historisch onder meer voor in de Nederlandse veenontginningsgebieden. Ook de Noormannen en de Inuit maakten veelvuldig gebruik van plaggenhutten. In de Great Plains, waar weinig hout beschikbaar was, maakten de pioniers eveneens gebruik van zogenaamde sod houses.

## Plaggenhutten in Nederland
Plaggenhutten waren te vinden in de armste gebieden van Nederland, vooral in Drenthe en Overijssel en aangrenzende gebieden, zoals het Groningse Westerwolde, het Friese Het Bildt en de Friese Wouden. Ook op de Veluwe en in de Brabantse veengebieden kwamen plaggenhutten voor. Plaggenhutten werden bewoond door de allerarmste arbeiders, vaak met grote gezinnen. Een plaggenhut was een eenvoudig bouwwerk, meestal gedeeltelijk uitgegraven en zonder zijmuren zodat het dak op grondhoogte begon. Het dak was bekleed met plaggen die uit het omliggende land werden gehaald. 
Plaggenhutten stonden vaak in veenontginningsgebieden. Ze waren eeuwenlang in gebruik als onderkomens voor veenarbeiders. Ook de onderliggende veenlaag moest worden verwijderd, en bouw van stenen huizen vond alleen plaats als men het veen had afgegraven tot op de onderliggende zandgrond. Veeneigenaren en compagnieën groeven de veengebieden tot op de zandgrond af en ook het veen onder een hut werd, als men eraan toe was, te gelde gemaakt. Eind 19de eeuw, begin 20ste eeuw kwam de plaggenhut op grote schaal in gebruik als woning voor de armen. De hutten waren te vinden op de onverdeelde heidegebieden die buiten de esdorpen lagen, vaak in de buurt van grote veengebieden waar eind 19de eeuw een overschot aan arbeiders ontstond. De leefomstandigheden waren er erbarmelijk. Door de bouwwijze was het vertrek slecht te verwarmen, was het er vochtig en krioelde het van ongedierte.
Een met muren versterkte plaggenhut wordt in Nederland ook wel een versteende plaggenhut genoemd. Dergelijke plaggenhutten hadden soms daken van riet, dakleer of golfplaat.
De woningwet in 1901 verbood het wonen in plaggenhutten. Vervangende woningen werden slechts beperkt aangeboden. Na de Tweede Wereldoorlog werd een grootschalig woningbouwprogramma opgestart en verdwenen de laatste plaggenhutten.

### Laatste Nederlandse plaggenhutten
In 1941 werd de laatste plaggenhut van Westerwolde afgebroken bij Onstwedde (tussen de Dwarsstukkerweg en de Esweg) en weer opgebouwd in het Nederlands Openluchtmuseum. De laatste plaggenhut in Drenthe, aan de Eerste Groene Dijk ten zuiden van Emmer-Erfscheidenveen, verdween in 1949. Een van de laatste versteende plaggenhutten aldaar werd in 1960 afgebroken op het Pikveld bij Barger-Erfscheidenveen, gevolgd door een exemplaar in Nieuw-Dordrecht in 1965. In 1982 verdween de laatste versteende plaggenhut, toen het voorhuis van Leemdijk 26 in Smilde werd afgebroken. Het is niet precies bekend wanneer de laatste Friese spitkeet verdween. In Jubbega stonden na de Tweede Wereldoorlog nog enkele aan een van de wijken tot in de jaren 60 aldaar. In 1962 werd nog een versteend krot gesloopt aan de Doktersheide in Tieke, maar dit was geen echte spitkeet meer. In die tijd stonden er nog een aantal houten krotten in die streek, die soms ook wel worden aangeduid als spitketen.
Op enkele plaatsen in Nederland kunnen toeristen overnachten in een speciaal daarvoor gebouwde en ingerichte plaggenhut.

## Openluchtmusea met plaggenhutten
Canada
- L'Anse aux Meadows, Newfoundland

Nederland
- Ellert en Brammertmuseum, Schoonoord
- Nederlands Openluchtmuseum, Arnhem
- Openluchtmuseum De Spitkeet, Harkema
- Veenpark nabij Barger-Compascuum
- Nationaal Park De Hoge Veluwe, bij het Museonder
- Peelmuseum, te America
- Ecomare, nabij De Koog, Texel
- Veenmuseum, Westerhaar-Vriezenveensewijk
- It Damshus, Nij Beets